# Rhamphomyia parvula
Rhamphomyia parvula är en tvåvingeart som beskrevs av Frey 1955. Rhamphomyia parvula ingår i släktet Rhamphomyia och familjen dansflugor. Inga underarter finns listade i Catalogue of Life.